# Stine Egede
Stine Egede Nørbæk (født 18. september 1964 i Narsaq) er en grønlandsk politiker og politibetjent. Hun har været medlem af Grønlands parlament, Inatsisartut, siden 2018 for Inuit Ataqatigiit og har været borgmester i Kujalleq Kommune siden 2021.

## Liv
Stine Egede er født i Narsaq og voksede op i Igaliku. Hun er uddannet kontorassistent hos politiet 1985 til 1988 og derefter som politibetjent på Politiskolen i København fra 1988 til 1990. Herefter arbejde hun i politiet indtil 2011. Hun gennemførte politiets forberedende lederuddannelse i 1998. Fra 2011 til 2021 var hun anstaltsleder på en kriminalforsogens anstalter for domfældte i Grønland, hvorefter hun vendte tilbage til politiet. Hun har modtaget hæderstegn for 25 års god tjeneste i politiet. Egede er formand for bestyrelsen for børnehjemmet Akilliit for omsorgssvigtede børn i Qaqortoq.

## Politisk karriere
Hun stillede op til en plads i Inatsisartut for første gang ved parlamentsvalget i 2013 og blev 2. stedfortræder for Inuit Ataqatigiit (IA) med 88 stemmer. Ved kommunalvalget samme år fik hun 235 stemmer, hvilket vat flest stemmer for IA, i Kujalleq Kommune og dermed kom ind i kommunalbestyrelsen. Da Kuupik Kleist nedlagde sit mandat i Inatsisartut 29. september 2014, indtrådte Stine Egede som hans stedfortræder frem til valget den 28. november samme år. Hun kunne dog først give møde fra den 6. oktober.
Hun stillede ikke op igen ved inatsisartutvalget 2014 men var igen topscorer for sit parti ved kommunalvalget i 2017 med 313 stemmer. Hun stillede igen op ved Inatsisartutvalget 2018 og fik 99 stemmer hvilket denne gang var nok til at blive valgt. Ved inatsisartutvalget i 2021 fik hun 134 stemmer og blev genvalgt. Samtidig fik hun også det højeste stemmetal af alle med 410 stemmer ved kommunalvalget i 2021 i Kujalleq kommune hvor IA opnåede flertallet i kommunalbestyrelsen med 8 af 15 pladser. Som følge heraf overtog hun borgmesterposten fra Kiista P. Isaksen (de) (Siumut) og tog orlov fra Inatsisartut.